# 李和卿
李和卿，字愉昌，湖南省岳州府巴陵縣人，清朝政治人物、進士出身。
光緒六年（1880年），参加庚辰科殿試，登進士二甲第133名。同年五月，著交吏部掣签，分发各省以知县即用。